# 大卫·安杜哈尔
大卫·安杜哈尔·希门尼斯（David Andújar Jiménez，1991年8月21日—）是一名西班牙职业足球运动员，司职中后卫，现为中超联赛球队天津津门虎效力。